# Región La Montaña (Guerrero)
La región de La Montaña es una de las ocho regiones que conforman el estado de Guerrero, al sur de México.
Se ubica al este del estado, colindando al norte con el estado de Puebla, al este con la región Norte del estado, al oeste con la región Centro, al este con el estado de Oaxaca y al sur con la región de la Costa Chica de Guerrero.
La región de La Montaña ha sido catalogada como una de las zonas más marginadas y de pobreza extrema en México. La mayoría de sus habitantes pertenecen a grupos indígenas de diferentes etnias y lenguas. Tiene un alto índice de analfabetismo y muestra carencias en servicios públicos básicos, infraestructura carretera y seguridad pública. La mayoría de sus accesos son por caminos de terracería, y algunos de ellos, en temporada de lluvias, son inaccesibles, al quedar incomunicados por varios días.

## Municipios

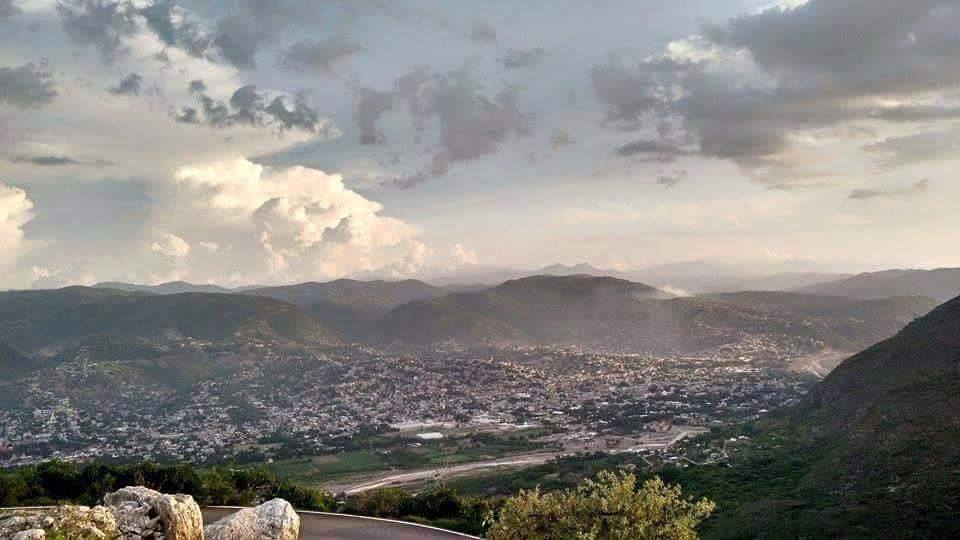
Panorama de Tlapa de Comonfort.

La Región de La Montaña está compuesta por veinte municipios. La capital regional es la ciudad de Tlapa.

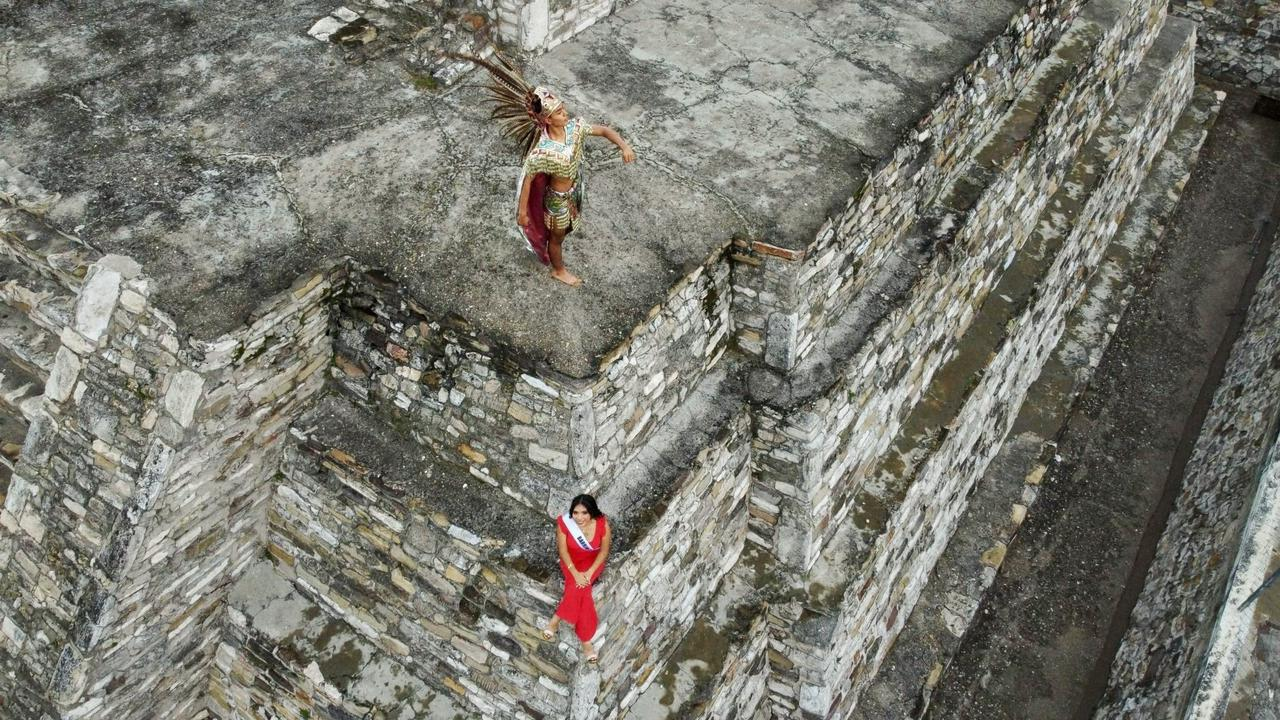
Zona Arquelógica Huamuxtitlán

| Municipios de la Región de La Montaña |                             |                          |
| Clave                                 | Municipio                   | Cabecera                 |
| 004                                   | Alcozauca de Guerrero       | Alcozauca de Guerrero    |
| 005                                   | Alpoyeca                    | Alpoyeca                 |
| 009                                   | Atlamajalcingo del Monte    | Atlamajalcingo del Monte |
| 010                                   | Atlixtac                    | Atlixtac                 |
| 020                                   | Copanatoyac                 | Copanatoyac              |
| 024                                   | Cualác                      | Cualác                   |
| 033                                   | Huamuxtitlán                | Huamuxtitlán             |
| 041                                   | Malinaltepec                | Malinaltepec             |
| 043                                   | Metlatónoc                  | Metlatónoc               |
| 045                                   | Olinalá                     | Olinalá                  |
| 063                                   | Tlacoapa                    | Tlacoapa                 |
| 065                                   | Tlalixtaquilla de Maldonado | Tlalixtaquilla           |
| 066                                   | Tlapa de Comonfort          | Tlapa de Comonfort       |
| 069                                   | Xalpatláhuac                | Xalpatláhuac             |
| 070                                   | Xochihuehuetlán             | Xochihuehuetlán          |
| 072                                   | Zapotitlán Tablas           | Zapotitlán Tablas        |
| 076                                   | Acatepec                    | Acatepec                 |
| 078                                   | Cochoapa el Grande          | Cochoapa el Grande       |
| 081                                   | Iliatenco                   | Iliatenco                |
| 085                                   | Santa Cruz del Rincón       | Santa Cruz del Rincón    |